# TT149
TT149 (Theban Tomb 149) è la sigla che identifica una delle Tombe dei Nobili ubicate nell’area della cosiddetta Necropoli Tebana, sulla sponda occidentale del Nilo dinanzi alla città di Luxor, in Egitto. Destinata a sepolture di nobili e funzionari connessi alle case regnanti, specie del Nuovo Regno, l'area venne sfruttata, come necropoli, fin dall'Antico Regno e, successivamente, sino al periodo Saitico (con la XXVI dinastia) e Tolemaico.

## Titolare
TT149 era la tomba di:
| Titolare | Titolo                                                                                    | Necropoli       | Dinastia/Periodo | Note                                             |
| -------- | ----------------------------------------------------------------------------------------- | --------------- | ---------------- | ------------------------------------------------ |
| Amenmose | Scriba reale delle tavole del Signore delle Due terre; supervisore dei cacciatori di Amon | Dra Abu el-Naga | XIX-XX dinastia  | in alto sulla collina principale,a nord di TT233 |

## Biografia
Unica notizia biografica ricavabile è il nome della moglie, Sitmut.

## La tomba
Planimetricamente TT149 si presenta con struttura a "T" capovolta tipica del periodo. Sul fondo, angolo sud, si apre un accesso alla vicina TT17. L'accesso si apre in una corte; dopo un corridoio si accede a una sala trasversale sulle cui pareti, alquanto danneggiate, sono rappresentati brani del Libro delle Porte e fregi rappresentanti Anubi, quale sciacallo, e simboli di Hathor. Un secondo corridoio, sulle cui pareti è rappresentato il defunto in presenza di Ra-Horakhti, Maat, Iside e Osiride su un lato e il defunto inginocchiato dinanzi a una divinità con testa di falco (forse Horus, a Osiride, Iside e Nephtys, immette in una sala perpendicolare alla precedente, di forma rettangolare. Scene del defunto e della moglie dinanzi a Ra-Horakhti e alla dea dell'Occidente (Hathor), nonché dinanzi ad Amenhotep I e alla regina Ahmose Nefertari. Sul fondo, in una nicchia, le statue del defunto e della moglie assisi; sulle pareti della nicchia, il defunto inginocchiato in adorazione di Osiride e Ra-Horakhti.

### Annotazioni
1. ↑  La prima numerazione delle tombe, dalla numero 1 alla 253, risale al 1913 con l’edizione del "Topographical Catalogue of the Private Tombs of Thebes" di Alan Gardiner e Arthur Weigall. Le tombe erano numerate in ordine di scoperta e non geografico; ugualmente in ordine cronologico di scoperta sono le tombe dalla 253 in poi.
2. ↑  I campi della Duat, ovvero l'aldilà egizio, si trovavano, secondo le credenze, proprio sulla riva occidentale del grande fiume.
3. ↑  Nella sua epoca di utilizzo, l'area era nota come "Quella di fronte al suo Signore" (con riferimento alla riva orientale, dove si trovavano le strutture dei Palazzi di residenza dei re e i templi dei principali dei) o, più semplicemente, "Occidente di Tebe".
4. ↑  le Tombe dei Nobili, benché raggruppate in un'unica area, sono di fatto distribuite su più necropoli distinte.
5. ↑  Le note, sovente di inquadramento topografico della tomba, sono tratte dal "Topographical Catalogue" di Gardiner e Weigall, ed. 1913 e fanno perciò riferimento alla situazione dell'epoca.

### Fonti
1. ↑  Gardiner e Weigall 1913.
2. ↑  Donadoni 1999,  p. 115.
3. 1 2  Porter e Moss 1927,  p. 260.
4. ↑  Gardiner e Weigall 1913, pp. 28-29.
5. ↑  Porter e Moss 1927,  p. 260.